# Grandes éxitos (álbum de Ella Baila Sola)
Grandes Éxitos es el cuarto disco que lanzó el dúo Ella Baila Sola en el año 2001. En él hay una recopilación de las mejores canciones de los tres primeros y únicos álbumes que han grabado en España. Se lanzó exactamente el 18-10-2001 con la discográfica EMI.

## Pistas
1. Mujer Florero (4:29)
2. Cuando los sapos bailen flamenco (4:11)
3. Y quisiera (4:18)
4. Amores de barra (3:08)
5. Lo echamos a suertes (3:58)
6. Despídete (3:14)
7. Como repartimos los amigos (3:07)
8. Mejor sin ti (3:00)
9. No lo vuelvas a hacer (3:25)
10. Que se me va de las manos (3:45)
11. Claro que hace falta hablar (3:06)
12. Ella baila sola (3:24)
13. Por ti (2:50)
14. Suelo de canicas (4:15)
15. Entra (2:58)
16. Sin confesarlo todo (3:53)
17. Besos de hielo (3:06)
18. Superviviente (4:04)
19. Parece mentira (3:46)
20. Ay de ti, ay de mi (3:46)